# Maiko Nakaoka
Maiko Nakaoka (中岡 麻衣子?, Nakaoka Maiko; Amagasaki, 15 febbraio 1985) è un'ex calciatrice giapponese di ruolo centrocampista.

## Carriera

### Nazionale
Il 21 maggio 2005, Nakaoka è convocata nella Nazionale maggiore in occasione di una partita contro la Nuova Zelanda. Nakaoka ha disputato anche la Coppa d'Asia 2006. In tutto, Nakaoka ha giocato 14 partite con la Nazionale nipponica.

## Statistiche

### Cronologia presenze e reti in nazionale
| Cronologia completa delle presenze e delle reti in nazionale ― Giappone | Cronologia completa delle presenze e delle reti in nazionale ― Giappone | Cronologia completa delle presenze e delle reti in nazionale ― Giappone | Cronologia completa delle presenze e delle reti in nazionale ― Giappone | Cronologia completa delle presenze e delle reti in nazionale ― Giappone | Cronologia completa delle presenze e delle reti in nazionale ― Giappone | Cronologia completa delle presenze e delle reti in nazionale ― Giappone | Cronologia completa delle presenze e delle reti in nazionale ― Giappone |
| Data                                                                    | Città                                                                   | In casa                                                                 | Risultato                                                               | Ospiti                                                                  | Competizione                                                            | Reti                                                                    | Note                                                                    |
| ----------------------------------------------------------------------- | ----------------------------------------------------------------------- | ----------------------------------------------------------------------- | ----------------------------------------------------------------------- | ----------------------------------------------------------------------- | ----------------------------------------------------------------------- | ----------------------------------------------------------------------- | ----------------------------------------------------------------------- |
| 21-5-2005                                                               | Tokyo                                                                   | Giappone                                                                | 6 – 0                                                                   | Nuova Zelanda                                                           | Amichevole                                                              | -                                                                       |                                                                         |
| 26-5-2005                                                               | Mosca                                                                   | Giappone                                                                | 4 – 2                                                                   | Russia                                                                  | Amichevole                                                              | -                                                                       |                                                                         |
| 28-5-2005                                                               | Mosca                                                                   | Giappone                                                                | 2 – 0                                                                   | Russia                                                                  | Amichevole                                                              | -                                                                       |                                                                         |
| 10-3-2006                                                               | Italia                                                                  | Giappone                                                                | 4 – 0                                                                   | Scozia                                                                  | Amichevole                                                              | -                                                                       |                                                                         |
| 9-5-2006                                                                | Osaka                                                                   | Giappone                                                                | 0 – 1                                                                   | Stati Uniti                                                             | Amichevole                                                              | -                                                                       |                                                                         |
| 21-7-2006                                                               | Adelaide                                                                | Giappone                                                                | 11 – 1                                                                  | Taipei cinese                                                           | Coppa d'Asia 2006                                                       | -                                                                       |                                                                         |
| 23-7-2006                                                               | Adelaide                                                                | Giappone                                                                | 1 – 0                                                                   | Cina                                                                    | Coppa d'Asia 2006                                                       | -                                                                       |                                                                         |
| 27-7-2006                                                               | Adelaide                                                                | Giappone                                                                | 0 – 2                                                                   | Australia                                                               | Coppa d'Asia 2006                                                       | -                                                                       |                                                                         |
| 23-11-2006                                                              | Karlsruhe                                                               | Giappone                                                                | 3 – 6                                                                   | Germania                                                                | Amichevole                                                              | -                                                                       |                                                                         |
| 30-11-2006                                                              | Doha                                                                    | Giappone                                                                | 13 – 0                                                                  | Giordania                                                               | Giochi asiatici                                                         | -                                                                       |                                                                         |
| 7-12-2006                                                               | Doha                                                                    | Giappone                                                                | 1 – 0                                                                   | Cina                                                                    | Giochi asiatici                                                         | -                                                                       |                                                                         |
| 10-12-2006                                                              | Doha                                                                    | Giappone                                                                | 3 – 1                                                                   | Corea del Sud                                                           | Giochi asiatici                                                         | -                                                                       |                                                                         |
| 13-12-2006                                                              | Doha                                                                    | Giappone                                                                | 0 – 0 dts (2 - 4 dtr)                                                   | Corea del Nord                                                          | Giochi asiatici                                                         | -                                                                       |                                                                         |
| 14-2-2007                                                               | Larnaca                                                                 | Giappone                                                                | 2 – 0                                                                   | Scozia                                                                  | Amichevole                                                              | -                                                                       |                                                                         |
| Totale                                                                  |                                                                         | Presenze                                                                | 14                                                                      |                                                                         | Reti                                                                    | 0                                                                       |                                                                         |